# خور بن حمودة
خور بن حمودة هو مركزٌ سعوديٌ تابعٌ لمحافظة شرورة التابعة لمنطقة نجران، في المملكة العربية السعودية. المركز من الفئة (ب)، ورمزه 2433 حسب دليل الترميز الموحد للمناطق الإدارية بالمملكة العربية السعودية.

## التاريخ
في 17 أغسطس 2022، دشّن الأمير جلوي بن عبد العزيز بن مساعد، أمير منطقة نجران، مبنى مركز البتراء ومبنى مركز خور بن حمودة.